# Vito Scotti
Vito Scotti (26. ledna 1918 – 5. června 1996) byl americký herec italského původu. Ve vedlejších rolích vytvořil výrazné postavy v sociálním rozsahu od bezdomovce po diplomata. Pro italský přízvuk vytvářel často postavy italského či jihoamerického původů, zvládl však i roli japonského vojáka. Zájem filmových tvůrců o jeho většinou živě gestikulující postavičky trval až do konce jeho života, jenom v seriálu o poručíkovi Columbovi získal šest rolí. Pro schopnost vytvořit obrovské množství odlišných rolí proslul jako muž tisíce tváří.

## Život a herecká kariéra

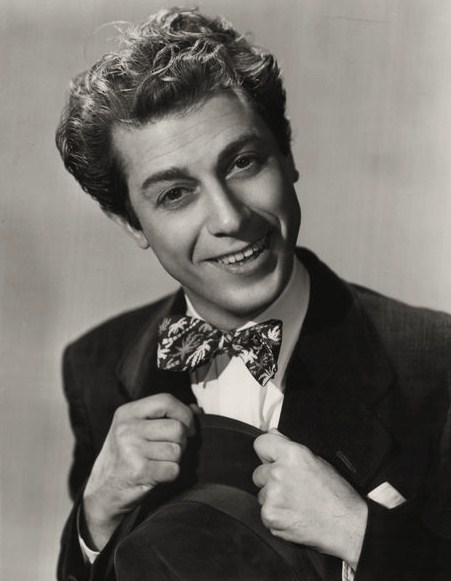
V seriálu Life with Luigi (1952)

Vito Giusto Scozzari se narodil italským rodičům 26. ledna 1918 v San Franciscu. Ještě jako kojenec se vrátil do své pravlasti a italština se tak stala jeho rodným jazykem. Do Spojených států se z Neapole rodina Scozzariových natrvalo vrátila v roce 1924 a usadila se v New Yorku. Přesto se již ve Vitově osobnosti definitivně usadilo italské formující prostředí. Otec Giusto Scozzari pracoval jako impresário a matka Virginie, rozená Ambroselli se rovněž pohybovala v divadelních kruzích. Mladý Vito si začal vydělávat v nočnících klubech jako mim a kouzelník a své jméno definitivně zkrátil na Vito Scotti. Na filmovém plátně se poprvé objevil v malé roli ve filmu Pinocchio. Po službě ve světové válce se jeho pozornost zcela obrátila k filmu a televizi a začal brát jakékoli práce, které se nabídly. V polovině padesátých let se jméno Vito Scotti začalo objevovat mezi titulky.
V roce 1952 nahradila úspěšný rozhlasový seriál Life with Luigi televizní varianta. Seriál s tematikou života imigrantů nabídl Scottimu italskou postavu. Následovala řada dalších cizokrajných postav, kde Vito využíval schopnosti napodobovat dialekty. K Italům přibyli Jihoameričané, ruský lékař, v dětském televizním pořadu ztvárnil hned několik postav Indů, zahrál i roli kapitána japonské ponorky. V televizním seriálu GE True (1962 -1963) se mu podařilo ukrást Monu Lisu. Objevil se spolu s hvězdami jako Sophia Lorenová a Anthony Quinn (The Black Orchid, 1958), Frank Sinatra (Von Ryanův expres, 1965), Paul Newman (Tajná válka Harryho Frigga, 1968), ve filmu Kaktusový květ z roku 1969 se jako sok Waltra Matthaua pokoušel svést Ingrid Bergmanovou. Jako důvěrník mafiánského rodu Corleone, se osvědčil v roli pekaře Nazorineho ve filmu Kmotr(1972).
Nepřehlédnutelné postavy vytvořil v seriálech o Addamsově rodině i v příbězích Brouka Herbieho. Namluvil italskou kočku v animovaném filmu Walta Disneyho Aristokočky(1970). Posledním filmem se stala krimikomedie Chyťe ho z roku 1995. Ještě častěji než ve filmu se Vito Scotti objevoval v televizi a nechyběl ve 130 televizních seriálech. V kariéře trvající přes padesát let vytvořil přes 260 rolí rolí od vagabunda po ministra.

## Osobní život
Vitto Scotti byl milovníkem italské kuchyně. Byl vášnivým kuchařem a mezi jeho produkcí se často ocitaly speciality jeho maminky a babičky. Mezi kolegy v Hollywoodu byly jeho gastronomické dýchánky vyhlášené. Byl dvakrát ženat. První ženou byla peruánská tanečnice flamenca Irene Aidia Lopezová (1925–1979). V tomto manželství, které bylo ukončeno Ireninou smrtí, se v roce 1953 narodila dcera Carmen Antoinette a v roce 1956 syn Ricardo Antonio. Po ovdovění se Vito oženil ještě jednou a s Beverly Scotti zůstal až do své smrti. Vito Scotti zemřel na rakovinu plic v Los Angeles 5. června 1996.

## Filmografie (výběr)

### Film
- 1958 Party girl: hotelový zřízenec

- 1965 Von Ryanův expres: italský strojvůdce

- 1968 Tajná válka Harryho Frigga: italský plukovník Enrico Ferrucci

- 1969 Kaktusový květ: jihoamerický diplomat Señor Arturo Sánchez

- 1972 Kmotr: pekař Nazorine, důvěrník rodiny Corleoneových

- 1974 Herbie a stará dáma: taxikář

- 1977 Herbie jede rallye: mechanik třetí třídy Armando Moccia

- 1980 Herbie a poklad Inků: mechanik třetí třídy Armando Moccia

### Televize
- 1957 Zorro (seriál): mexický bandita
- 1964 Addamsova rodina (seriál): 1. díl španělský malíř Sam Picasso

- 1964 Addamsova rodina (seriál):  2.díl ruský sociolog Miri Haan

- 1964-67 Gilliganův ostrov (seriál): japonský voják, který nevěděl, že válka už skončila

- 1977 Halloween s Addamsovou rodinou (inscenace): strýček Mikey

#### Epizody v seriálu Columbo
- 1973  3.2.  To je vražda, řeklo portské: vrchní číšník v lepším podniku
- 1973, 3.3.  Kandidát zločinu: vedoucí krejčí v lepším salónu
- 1974  3.7   Labutí píseň: neodbytný majitel pohřebního ústavu
- 1974  4.2   Obrácený negativ: bezdomovec s kladným vztahem k alkoholu
- 1975  5.3   Krize identity: majitel potravinářského koncernu, nadšený možností popovídat si s detektivem italsky
- 1989  9.1   Vražda jako autoportrét: barman, který z vraždy nepřímo usvědčí svého nejlepšího zákazníka

### Dabing
- 1970 Aristokočky: italský kocour hrající na harmoniku